# Campeonato Sul-Americano de Rugby de 2018 - Divisão C
O Campeonato Sul-Americano de Rugby de 2018 - Divisão C foi a sétima edição deste torneio, organizado pela Sudamérica Rugby (SAR). 
Uma nova sistemática de disputa seria nele realizado, no qual o campeonato passaria a se chamar Torneio Quatro Nações C. Entretanto, após a desistência de uma das nações convidadas, o mesmo recebeu o nome de Torneio Centro-americano C de 2018.
A representação do Panamá conquistou o título desta competição, sendo este o primeiro de sua história.

## Regulamento e participantes
A Sudamérica Rugby, autarquia que administra o rugby e suas competições a nível sul-americano, resolveu promover grandes mudanças em todos os seus torneios, a partir de 2018. Os torneios de XV (equipes completas adultas) tem passado pelas mais chamativas alterações. No que tange ao Campeonato Sul-Americano de Rugby Divisão C, a mudança começou pela sua nomenclatura oficial.
Para a competição de 2018 as seleções de El Salvador (retornando após não ter disputado o torneio do ano anterior), Honduras (sendo esta a sua primeira aparição) e Panamá foram as participantes. A equipe da Nicarágua, anteriormente citada como uma das integrantes desta edição, declinou de sua disputa.
Cada seleção faz dois jogos, sendo um como mandante e outro como visitante, sagrando-se campeão quem conquistasse mais pontos ao final das três rodadas. Para as edições futuras desta competição, estuda-se a possibilidade do campeão assegurar acesso ao Sul-Americano B do ano seguinte.

## Partidas da Divisão C de 2018
Seguem-se, abaixo, as partidas desta competição.

### 1ª rodada
| 11 de agosto de 2018 |         |        |                                                 |
| Honduras             | 27-39   | Panamá | Estádio Olímpico José Simón Azcona, Tegucigalpa |
|                      | Reporte |        | Estádio Olímpico José Simón Azcona, Tegucigalpa |

### 2ª rodada
| 18 de agosto de 2018 |         |          |                                         |
| El Salvador          | 27-24   | Honduras | Estádio da Escola Militar, San Salvador |
|                      | Reporte |          | Estádio da Escola Militar, San Salvador |

### 3ª rodada
| 25 de agosto de 2018 |         |             |                                   |
| Panamá               | 51-26   | El Salvador | Estádio Paraíso, Cidade do Panamá |
|                      | Reporte |             | Estádio Paraíso, Cidade do Panamá |

### Classificação final
| Seleção     | Vitórias | Empates | Derrotas | Pontos a favor | Pontos sofridos | Saldo | Pontuação geral |
| ----------- | -------- | ------- | -------- | -------------- | --------------- | ----- | --------------- |
| Panamá      | 2        | 0       | 0        | 90             | 53              | +37   | 6               |
| El Salvador | 1        | 0       | 1        | 53             | 75              | -22   | 3               |
| Honduras    | 0        | 0       | 2        | 51             | 66              | -15   | 0               |

- Critérios de pontuação: vitória = 3, empate = 1, derrota = 0.

## Campeão da Divisão C 2018
| Campeonato Sul-Americano de Rugby 2018 Divisão C Torneio Centro-americano C 2018 |
| -------------------------------------------------------------------------------- |
| Panamá Campeão (1º título)                                                       |

## Ligação externa
- Site oficial da Sudamérica Rugby (em espanhol)